# Застосування
Застосуванням називається дія або процес, коли людина для досягнення поставленої собі мети вдається до допоміжних засобів або інструментів.

## Основні параметри
В процесі застосування є три складові частини:
- ініціатор, який має волю і ставить мету-ціль (це може бути не тільки окрема людина, але група, колектив, організація, структура людей)
- засоби, інструменти, що задіяні в процесі (ці інструменти можуть носити як матеріальну, так і не матеріальну природу), а також спосіб їхнього використання.
- власне мета. Дуже часто вона не називається прямо, а випливає з контексту, або ж означає просто підтримку життєдіяльності або існування ініціатора.

Близькими синонімами поняття застосування є слова використання та вжиток. Обидва слова по суті означають той самий процес, але надають трохи інший відтінок, присмак. Використання зазвичай вживається там, де треба підсилити значення користі, корисних наслідків для ініціатора застосування. Слово вжиток, навпаки, дещо затьмарює ціль, в тих випадках коли йдеться про звичне буденне застосування.

## Значення застосування для людини
Застосування є одною з визначальних ознак в природі людини, наслідком вміння конструювати моделі зовнішнього світу, накопичувати і ділитися досвідом, і відтак вдаватися до допоміжних ланок (засобів, інструментів) на шляху до поставленої цілі. Процес застосування означає не тільки використання лопати для риття ями чи зброї для враження суперника, але й такі нематеріальні приклади, як використання слів для комунікативних потреб, використання знання, ідей та досвіду, або колективну організацію взаємодії людей, коли вони вступають в складні відносини взаємного використання.
Вся історія людства певною мірою є історією розвитку, поглиблення, вдосконалення процесу застосування і відтак інструментів застосування. Переважна кількість прикладів застосування є складними, розгалуженими процесами з ієрархічною організацією. Навіть коли людина лише використовує молоток і цвях, щоб закріпити картину на стіні, фактично вона неявно застосовує досвід, технології та матеріали, що дали людині в руки зручний у використані інструмент. Коли людина застосовує (використовує) машину, комплексність, вкладеність застосування зростає багатократно. Ще складніші процеси виникають, коли певна організаційна структура людей застосовує (залучає) інші групи людей для досягнення поставлених завдань: тепер вже в дію вступають соціальні відносини, ієрархія, організація.
Невід'ємною складовою частиною застосування є правила, спосіб, в який повинен застосовуватися інструмент. Застосування інструментів поза цими правилами не приведе до бажаного результату, скоріше за все, не приведе до жодного результату взагалі або ж нашкодить. В залежності від галузі застосування, ці правила можуть називатися
- технології, стандарти, Інструкція в техніці
- методика для застосування складних понятійних або соціальних систем
- правопис, граматика у писемності, норми вимови в усній мові
- Інструкція, закони в соціальній сфері
- тощо

## Застосування в природі поза людиною
В природі існують випадки, коли ми можемо вживати слово застосування (або його синоніми) для позначення дій і процесів поза людиною. В цих випадках мова йде або про біологічні зачатки застосування, або про аналогії з людською діяльністю. Наприклад тварина може використати дерево чи нору, щоб сховатися від хижаків, або мураха застосовує гілочки для побудови мурашника. В біології є поняття симбіоз, коли різні види існують і взаємно використовують один одного. Іншими прикладами застосування є подача звукових сигналів про небезпеку або застосування мімікрії.
Звичайно, все це є застосуванням, мета якого — забезпечення життєдіяльності істоти і продовження існування виду. Тобто, ознаками прикладів застосування у світі поза людиною є
- як правило, безпосереднє, пряме використання засобів і речей, без складної внутрішньої системи
- мета завжди одна: підтримка існування